# Rendement équilibré maximal
Le rendement équilibré maximal (RÉM) est un concept théorique employé principalement dans les sciences halieutiques et la gestion des pêches.  Le concept peut aussi être rendu par production maximale équilibrée, production équilibrée maximale, rendement maximal soutenu ou rendement maximal durable. 
Le rendement équilibré maximal se définit par la capture maximum, exprimée en nombre ou en masse, pouvant être soustraite de la population d’une espèce donnée durant une période illimitée sans épuiser la ressource. Le principe sous-jacent permettant ainsi l’exploitation continuelle d’une espèce est le gain de biomasse qui excède la perte lorsque la population se situe à un niveau en dessous de la capacité porteuse. La dynamique de la population de plusieurs espèces est telle qu’à une certaine taille de population, la croissance due à la natalité et au développement des individus dépasse la perte due à la mortalité. Ce phénomène est exprimé par le modèle de Verhulst. Le rendement équilibré maximal est atteint lorsque le taux d’exploitation équivaut au surplus de biomasse au moment où la taille de la population est à un niveau où sa croissance est maximale.  
Le même principe est applicable en foresterie et en gestion cynégétique. 

## Calcul du rendement équilibré maximal

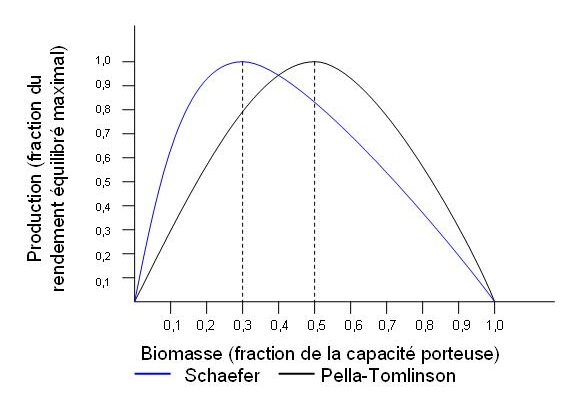
Production exprimée en termes de proportion du rendement équilibré maximal pour les modèles de Schaefer et Pella-Tomlinson.

La valeur du rendement équilibré maximal peut être obtenue par la méthode expérimentale, l’observation des systèmes naturels, la déduction à partir d’une compréhension des systèmes biologiques ou par la combinaison de l’une ou l’autre de ces méthodes.  Les valeurs du rendement équilibré maximal sont souvent des estimations approximatives.  Les systèmes naturels sont généralement difficiles, voire impossibles à répliquer à des fins expérimentales, ce qui serait nécessaire pour un calcul précis du rendement équilibré maximal.  En l’absence de méthode expérimentale rigoureuse, il peut être nécessaire de surexploiter jusqu’à un certain point la ressource pour connaître sa valeur de rendement équilibré maximal, ce qui est généralement à éviter.  
Les premières estimations du rendement équilibré maximal utilisées dans les sciences halieutiques se fondaient sur le modèle de production excédentaire de Schaefer basé sur une croissance logistique de la population. Selon cette théorie, le rendement équilibré maximal est atteint lorsqu’on lui donne une valeur de {\displaystyle rK/4}, où {\displaystyle r} est le taux croissance de la population lorsque la densité de population est basse, et lorsque la capacité porteuse ({\displaystyle K}) est réduite de moitié.  
Le modèle de Schaefer s’est rapidement avéré inadéquat pour établir le rendement équilibré maximal de plusieurs espèces de poissons dont la dynamique de la population ne correspond pas à une courbe de production excédentaire symétrique. À la suite de ce constat, le modèle de production excédentaire de Pella-Tomlinson fut développé.  Ce modèle corrige le rendement équilibré maximal vers la gauche, illustré par une courbe asymétrique, avec l’addition d’un paramètre additionnel dans le calcul.  Ce paramètre est toutefois difficile à estimer pour la majorité des espèces de poisson.  
La production excédentaire et conséquemment le rendement équilibré maximal sont liés à la biologie des populations concernées ainsi qu’à l’étendue de l’habitat occupé.  Les modèles de production excédentaire ne répliquent pas la dynamique des populations en question, mais les représentent sur la base d’une variable unique.  Les analyses modernes se fondent sur des modèles plus complexes et plus représentatifs des processus naturels.  Les calculs de ces analyses estiment que le rendement équilibré maximal est atteint lorsque la population est réduite aux alentours de 30 % de la capacité porteuse. Ce niveau varie toutefois en fonction des caractéristiques propres à chaque population.

## Approche écosystémique
Traditionnellement, le calcul du rendement équilibré maximal se base sur l’analyse de la population d’une seule espèce exclusivement. Cette méthode est en contradiction directe avec l'approche écosystémique du milieu naturel où un ensemble d’espèces sont constamment en interaction les unes avec les autres. Il n’est généralement pas possible d’atteindre le rendement équilibré maximal pour plusieurs espèces lorsqu’elles sont exploitées en même temps comme il arrive dans l’exploitation des ressources halieutiques. Dans un tel cas, les espèces les plus vulnérables sont surexploitées et les autres sous-exploitées.[réf. nécessaire] Par ailleurs, les modèles de calcul du rendement équilibré maximal n’intègrent pas l’influence des autres espèces présentes dans le milieu ni l’impact de la diminution de la population sur la dynamique de l’écosystème.   
Les facteurs biotiques et facteurs abiotiques peuvent influencer le rendement équilibré maximal. Historiquement, le rendement équilibré maximal a toujours été considéré comme une valeur stable dans un contexte statique. Toutefois, même en l’absence d’exploitation, la population d’une espèce est sujette à varier dans le temps. Par conséquent, le calcul du rendement équilibré maximal devrait tenir compte de cette variabilité temporelle.Il a été démontré qu’en intégrant la variable du temps dans le calcul, le rendement équilibré maximal obtient une valeur plus basse.[réf. nécessaire] En fait, l’exploitation d’une ressource avec un rendement équilibré maximal calculé comme une valeur stable dans un contexte environnemental statique conduit tôt ou tard à la surexploitation de cette ressource. Lorsqu’une variable environnementale non favorable pour l’espèce exploitée fait descendre la valeur réelle du rendement équilibré maximal en dessous de la valeur théorique calculée, la population subit alors une surexploitation.